# جائزة إم تي في للأفلام لأفضل أداء بدون قميص
القائمة التالية هي قائمة بالفائزين بجائزة إم تي في لأفضل أداء بدون قميص. أُعطيت الجائزة لأول مرة في 2013، وأُعطيت لآخر مرة في 2015.
| السنة | الممثل                                          | المرشحون | مراجع |
| ----- | ----------------------------------------------- | --- | ----- |
| 2013  | تايلور لوتنر –ملحمة الشفق: بزوغ الفجر - الجزء 2 | تشانينج تيتوم - ماجك مايك كريستيان بيل - نهوض فارس الظلام دانيال كريغ - سكايفول سيث ماكفارلن - تيد                                         | [ 1 ] |
| 2014  | زاك إيفرون –تلك اللحظة المحرجة                  | كريس هيمسوورث - ثور: العالم المظلم جينيفر أنيستون - نحن آل ميلز ليوناردو دي كابريو - ذئب وول ستريت سام كلافلن - مباريات الجوع: ألسنة اللهب | [ 2 ] |
| 2015  | زاك إيفرون –جيران                               | أنسيل إلغورت - ما تخبئه لنا النجوم تشانينج تيتوم - صائد الثعالب كريس برات - حراس المجرة كيت ابتون - المرأة الأخرى                          | [ 3 ] |